# Třemešná ve Slezsku (nádraží)
Třemešná ve Slezsku je železniční stanice, která se nachází západně od centrální části obce Třemešná v okrese Bruntál. Stanice leží v km 15,261 neelektrizované jednokolejné železniční trati Šumperk–Krnov mezi stanicemi Jindřichov ve Slezsku a Město Albrechtice. Ze stanice vychází úzkorozchodná trať o rozchodu 760 mm do Osoblahy, sousední dopravnou je Liptaň.

## Historie
Zastávka s tehdejším názvem Röwersdorf bylo zprovozněno společností Moravsko-slezská ústřední dráha 1. října 1872, tedy současně se zahájením provozu tratě v úseku Krnov – Jindřichov ve Slezsku. 14. prosince 1898 byla zprovozněna úzkorozchodná trať o rozchodu 760 mm do Osoblahy, která vychází z Třemešné ve Slezsku. V souvislosti s napojením úzkorozchodky došlo rovněž k přestavbě normálněrozchodné zastávky na stanici. Od roku 1918 byl používán český název stanice Třemešná, poté v letech 1938-1945 německy Röwersdorf. Od roku 1945 nese nádraží pojmenování Třemešná ve Slezsku.

## Popis stanice
Nádraží je oficiálně rozděleno na dvě dopravny: normálněrozchodnou stanici Třemešná ve Slezsku a úzkorozchodnou dopravnu D3 Třemešná ve Slezsku úzký rozchod. Stykem mezi rozchody je podvalníková jáma, kde je možné převazování normálněrozchodných železničních vozidel na úzkorozchodné podvalníky. Již v roce 2020 však byla podvalníková jáma mimo provoz.

### Normálněrozchodná stanice
Původně byla ve stanici mechanická návěstidla, která byla po aktivaci nového zabezpečovacího zařízení v roce 2003 nahrazena světelnými. Ve stanici bylo aktivováno zabezpečovací zařízení TEST B (ústřední stavědlo, bez kolejových obvodů), které obsluhoval místně výpravčí a signalista. Jízdy vlaků do sousedních stanic byly zabezpečeny telefonickým dorozumíváním.
Stanice je vybavena elektronickým stavědlem ESA 11, které dálkově obsluhuje výpravčí DOZ II pomocí JOP ve stanici Krnov. Je možná i nouzová obsluha zabezpečovacího zařízení přímo z dopravní kanceláře ve stanici pomocí desky nouzových obsluh. Volnost kolejových úseků je zjišťována pomocí počítačů náprav. Všechna návěstidla jsou světelná. Stanice je kryta z návazných traťových úseků vjezdovými návěstidly L (od Města Albrechtic) v km 14,630, z opačného směru pak S v km 15,780. Nejsou zřízeny předvěsti vjezdových návěstidel, jejich funkci nahrazují tabulky s křížem s neproměnnou návěstí „Výstraha“.

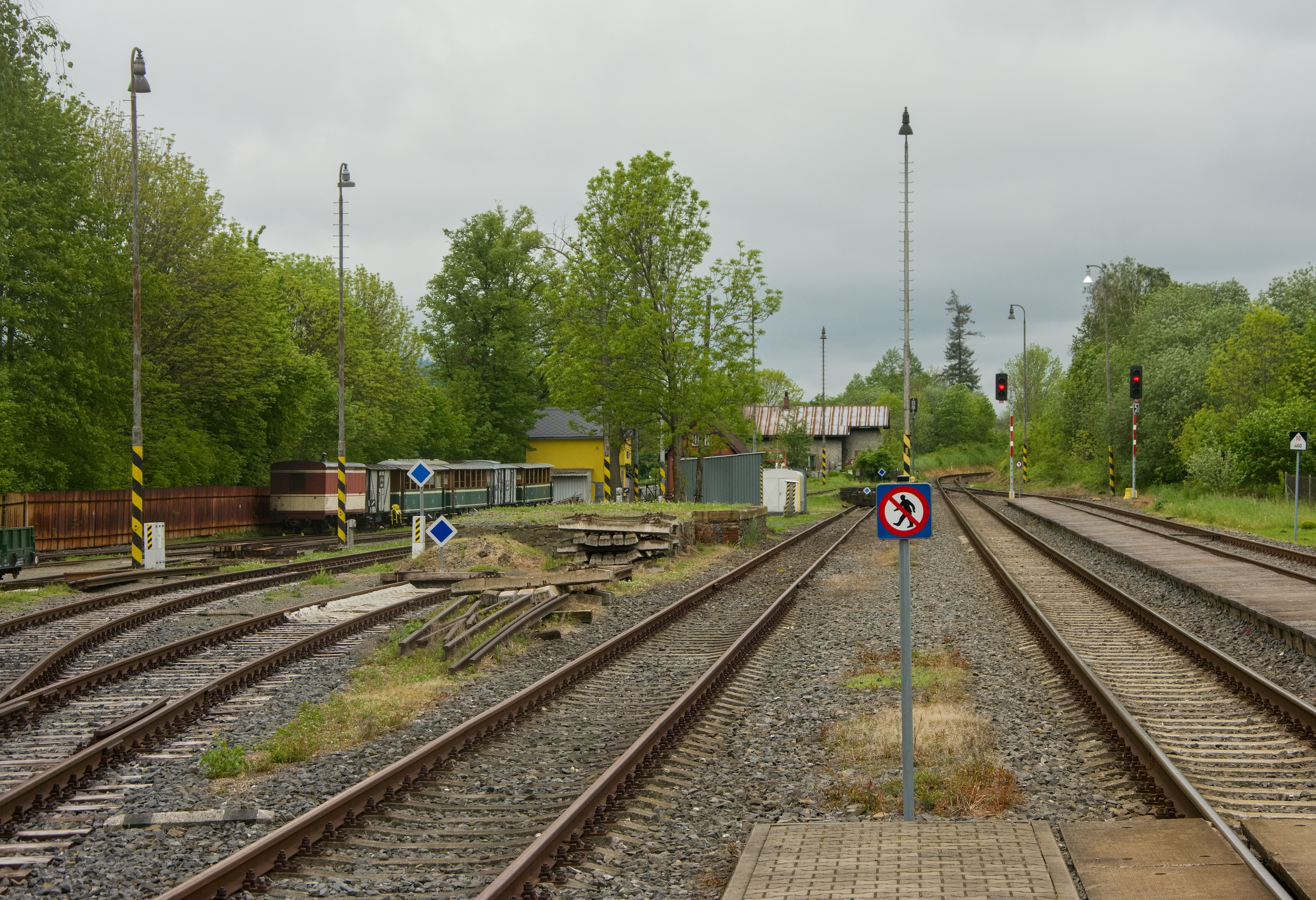
Pohled směrem k albrechtickému zhlaví, vlevo úzkorozchodné manipulační kolejiště

Ve stanici jsou dvě dopravní koleje, při pohledu od budovy je nejdříve kolej č. 1 (užitečná délka 271 m), následuje kolej č. 3 (307 m). Nejblíže k budově je manipulační kolej č. 2 zapojená výhybkou do dopravní koleje č. 1 na jindřichovském zhlaví. Tato manipulační kolej pokračuje jako kusá s označením 2a až k třemešenskému zhlaví. Z koleje 2/2a se pak ještě větví manipulační koleje č. 4 (kusá) a 6 (na podvalníkovou jámu). Všechny výhybky v dopravních kolejích jsou vybaveny ústředně ovládanými elektromotorickými přestavníky, dvě rozhodující výhybky pro jízdy vlaků na dopravní koleje jsou navíc vybaveny elektrickým ohřevem.
U dopravních kolejí jsou zřízena jednostranná nástupiště, délka nástupiště u koleje č. 1 je 127 m, nástupiště u koleje č. 3 má délku 130 m. Výška nástupní hrany obou nástupišť je 200 mm. Přístup na nástupiště je umožněn pomocí úrovňových přechodů. Na jindřichovském záhlaví stanice se v km 15,584 nachází železniční přejezd P7796, kde trať kříží účelová komunikace. Přejezd je vybaven světelným přejezdovým zabezpečovacím zařízením bez závor. Jízdy vlaků v obou přilehlých traťových úsecích jsou zabezpečeny pomocí automatických hradel bez oddílových návěstidel.

### Úzkorozchodná dopravna

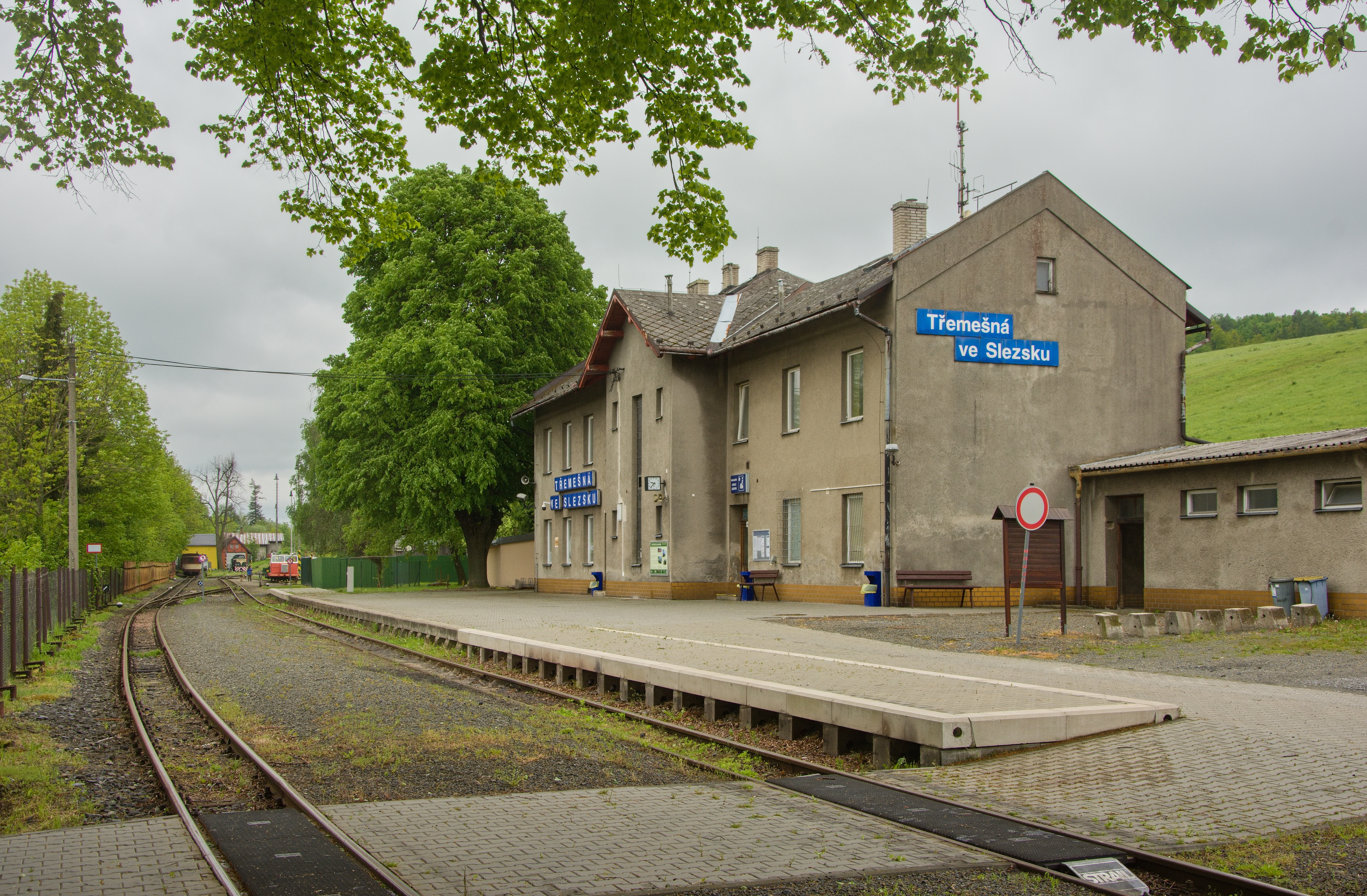
Nástupiště na úzkém rozchodu

Původně se nejednalo o dopravnu D3. Nejpozději ještě v roce 2003 se jednalo o stanici s mechanickým zabezpečením pomocí výměnových zámků. Úzkorozchodná část stanice neměla odjezdová návěstidla, jen vjezdové návěstidlo OL v km 0,210. Toto návěstidlo mělo stožár ČKD/ESP/ELEKTROTECHNA s nadstavbou AŽD 70.
Dopravna se nachází v km 0,016 tratě z Osoblahy do Třemešné ve Slezsku, konec tratě je v km -0,270. Kolejiště s nástupišti se nachází na opačné (východní) straně budovy než je normálněrozchodné kolejiště. V dopravně jsou dvě dopravní koleje: nejblíže k výpravní budově se nachází kolej č. 2u o užitečné délce 81 m, za ní leží kolej č. 1u s užitečnou délkou 64 m. U těchto dvou kolejí jsou zřízena nástupiště. U koleje č. 2u je dlážděné nástupiště s pevnou hranou o délce 75 m s nástupní hranou ve výšce 250 mm nad temenem kolejnice. U koleje č. 1u je sypané nástupiště bez pevné hrany o délce 52 m a výšce 200 mm. Na dopravní koleje navazuje ve směru ke konci trati (tj. směrem k Městu Albrechtice) manipulační kolejiště. Všechny výhybky v dopravně jsou ručně přestavovány. Dopravna je kryta ve směru od sousední dopravny Liptaň lichoběžníkovou tabulkou 2u v km 0,210. Na záhlaví dopravny se nachází v km 0,115 přejezd P4407 (účelová komunikace), který je zabezpečen výstražnými kříži.

## Provoz osobní dopravy
Vlaky ČD a zastávka jsou ODIS a integrovaný v dopravním systému Esko jako linky S 15 a S 16. V zastávce zastavují osobní a spěšné vlaky ve směrech Bruntál, Głuchołazy, Jeseník, Jindřichov ve Slezsku, Krnov a Osoblaha.
Ve stanici se neprodávají jízdenky, odbavení cestujících probíhá ve vlaku.